# مستشفى ابن النفيس (العراق)
مستشفى ابن النفيس لطب وجراحة القلب والصدر والأوعية الدموية هو مستشفى تخصصي أفتتح سنة 1973، متخصص في جراحة القلب والصدر والأوعية الدموية، تم إستملاكه من قبل وزارة الصحة العراقية. يقع المستشفى في ساحة الاندلس في جانب الرصافة من العاصمة بغداد، العراق. يعمل المستشفى بنظام الإحالة وبمعدل أكثر من 2500 مراجع شهرياً.
يحتوي المستشفى على 287 سرير منها 195 سرير مهيئ للرقود. يتكون من سبع ردهات هي ردهة القلب المفتوح والجناح الثالث والجناح الرابع وردهة انعاش الجراحة والباطنية فضلاً عن الجناح الخاص ويتكون من الاقسام التالية الباطنية والجراحية والقلب المفتوح والصدر والقسم التخدير فضلاً عن القسم الإداري.